# Datura metel
Datura metel és una espècie de planta arbustiva perenne, també es coneix simplement com metel o trompeta de la mort.
Datura metel creix silvestre a totes les parts càlides del món i es cultiva a tot al món com a planta medicinal i com a ornamental. No es coneix amb exactitud d'on prové originàriament.
Arriba a fer 90 cm d'alt. Les seves fulles són ovals i sovint són de color viola fosc. Les flors són molt variades i poden ser simples o dobles de colors que van del blanc a crema, groc, vermell i violeta. Les llavors es troben dins de càpsules amb algunes espines. És similar a D. inoxia, però D. metel té les fulles gairebé glabres i els fruits no són espinosos.

## Ús medicinal
D. metel és una de les 50 plantes fonamentals de la fitoteràpia xinesa, tanmateix la seva ingestió en qualsevol forma és perillosa i ha de ser tractada amb precaució extrema.

## Toxicitat
Totes les parts de les plantes del gènere Datura contenen nivells perillosos d'alcaloides tropane (molt verinosos) i poden ser fatals si els ingereixen els humans i altres animals. En alguns llocs està prohibit vendre, comprar o cultivar plantes del gènere Datura.
Datura metel pot provocar símptomes, entre els quals s'inclouen el maldecap, al·lucinacions, convulsions i el coma.

## Datura metel'Fastuosa'
Un cultivar de D. metel, Datura metel 'Fastuosa', amb una tija polida i negra es fa servir com planta ornamental, les seves flors normalment tenen una corol·la doble o triple.
Es coneix sota diversos noms de cultivars com 'Black', 'Blackcurrant Swirl', 'Cornucopaea', 'Double Blackcurrant Swirl', 'Double Purple', i 'Purple Hindu'. També rep diversos noms científics els quals no s'haurien d'usar per a una cultivar:
- Datura hummatu var. fastuosa (L.) Bernh.
- Datura fastuosa L.
- Datura metel f. fastuosa (L.) Danert
- Datura metel var. fastuosa (L.) Saff.
- Stramonium fastuosum (L.) Moench